# Žene u crnom
"Žene u crnom" (hebrejski:נשים בשחור, Našim Bešahor) je ženski protu-ratni pokret koji okuplja oko 10.000 aktivista u svijetu. Prva grupa je formirana od strane izraelskih žena u Jeruzalemu 1988. godine, tijekom izbijanja Prve Intifade.
Također imaju i inačice u SAD-u i u Srbiji: beogradska nevladina organizacija osnovana je 9. listopada 1991. a zalaže se za ljudska prava. Predstavnica organizacije je Staša Zajović. Glavni su joj ciljevi nenasilni otpor militarizmu, ratu, seksizmu, nacionalizmu i drugim vidovima nasilja i diskriminacije nad ženama i svim drugačijima i različitima u etničkom, vjerskom, kulturnom, seksualnom i ideološkom pogledu. U zadnjih 20-ak godina, „Žene u crnom“ su organizirale preko tisuće mirovnih akcija na ulici, u obliku prosvjeda, kampanja ili performensa.

## Znamenitosti
Jedna od istaknutijih vrsta aktivizma srpske inačice organizacije je inzistiranje na suočavanje Srbije s ratnom prošlošću, za vrijeme velikosrpske agresije, poglavito za kažnjavanje svih ratnih zločinaca i odavanje počasti žrtvama sukoba. U sklopu toga nekoliko su puta posjetili Vukovar kako bi odali počast i održali sjećanje na stradanja toga grada tijekom opsade 1991. i stradanja na Ovčari.
Članovi organizacije posjetili su i Srebrenicu, Višegrad, Suvu Reku, Vlasenicu i druge gradove koji su stradali u sukobu 1990-ih. Slično kao i Fond za humanitarno pravo, zbog toga su nailazili na povremeno burne reakcije u Srbiji.
Također se zalažu protiv okupacije Gaze i Zapadne obale, nasilja i rata u Kolumbiji te za mir na Bliskom istoku.    
Još jedna znamenitost organizacije je da je prožeta feminističkom teorijom i aktivizmom, pa je stoga ona radikalno anti-patrijarhalna i anti-homofobična, ali i sekularna (odvajanje crkve od države) i anti-globalistička ("umjesto nepravedne neoliberalne globalizacije zalaže se za socijalnu pravdu").

## Nagrade
„Žene u crnom“ bile su nominirane za sljedeće nagrade:
- Mirovna nagrada za 1994.: Žene u crnom iz Izraela dodijelile su 1994. Ženama u crnom iz Beograda mirovnu nagradu za ‘uporno protivljenje militarističkom režimu Srbije i aktivnu solidarnost sa ženama iz bivše Jugoslavije’.
- Nominacija za alternativnu Nobelovu nagradu, 1994: od strane WRI/War Resisters International
- Milenijska nagrada za mir: 2001. godine ju je po prvi put dodijelio UNIFEM, specijalizirana agencija UN za žene. U ime Međunarodne mreže Žena u crnom, nagradu je u ime Žena u crnom iz Beograda primila Staša Zajović, 8. ožujka 2001. u Palači UN-a u New Yorku. Nagrada je dodijeljena za antiratni otpor, za građenje mreža ženske solidarnosti protiv rata iznad svih državnih, etničkih, vjerskih podjela i barijera'.
- Nominacija za Nobelovu nagradu za mir za 2001: članice parlamenata Norveške, Finske i Danske predložile su u svibnju 2001. godine Žene u crnom iz Beograda i Žene crnom iz Izraela za ovu nagradu, u znak priznanja za nenasilni otpor ratu, žensku solidarnost iznad svih podjela i granica.
- Nominacija za Nobelovu nagradu za mir 2005. – 1000 žena za mir: Staša Zajović je jedna od nominiranih.[9]

## Vanjske poveznice
- Službeni site
- Žene u crnom  Arhivirana inačica izvorne stranice od 8. srpnja 2010. (Wayback Machine) na Advocacynet.org